# Blestemul gemenilor
Blestemul gemenilor (în hindi जय किशन, transliterat: Jai Kishen) este un film dramatic de acțiune de la Bollywood din 1994, regizat de Sunil Agnihotri⁠(d) și avându-i în rolurile principale pe Akshay Kumar⁠(d) (într-un rol dublu), Ayesha Julka⁠(d) și Chandni. A fost primul film în care Akshay Kumar⁠(d) a apărut într-un rol dublu. A avu încasări medii în cinematografele indiene. Unul dintre personajele interpretate de Akshay Kumar⁠(d) a fost un bărbat cu deficiențe de vedere. Actorul a interpretat mai târziu un rol similar în filmul Aankhen (2002).

## Distribuție
- Akshay Kumar⁠(d) — Jai Verma / Kishen Verma (rol dublu)
- Ayesha Jhulka⁠(d) — Asha Verma
- Chandni — Anita
- Reema Lagoo⁠(d) — dna Verma, mama lui „Jai/Kishen”
- Arun Bakshi⁠(d) — inspector de poliție
- Avtar Gill⁠(d) — inspectorul Pratap Singh
- Vikas Anand⁠(d) — comisar de poliție
- Tinu Anand⁠(d) — Anand Rao Antya
- Mahavir Shah⁠(d) — Chhote Bhai
- Viju Khote⁠(d) — Havaldar Shevde
- Deepak Shirke⁠(d) — Kaalia Shirke
- Harish Patel⁠(d) — Putarmal
- Sparsh Puri — artist copil
- Mohit Vaya — artist copil

## Box office / Recenzii
Ratingul filmului pe IMDb este 5,3/10.

## Coloana sonoră
Muzica a fost compusă de Anand–Milind⁠(d), iar versurile au fost scrise de Sameer. Cântecul Jhoole Jhoole Lal a fost inspirat de Dam Mast Kalendar al lui Nusrat Fateh Ali Khan⁠(d) și a devenit un hit atunci când a fost lansat.
| # | Titlu                  | Cântăreț(i)                   |
| - | ---------------------- | ----------------------------- |
| 1 | „Surat Hai Meri Bholi” | Kumar Sanu⁠(d), Poornima⁠(d)    |
| 2 | „Yeh Aalam Yeh Mausam” | Poornima⁠(d)                   |
| 3 | „Pyar Hua Hai”         | Kumar Sanu⁠(d), Alka Yagnik⁠(d) |
| 4 | „Yaaro Kya Ladki Hai”  | Kumar Sanu⁠(d)                 |
| 5 | "Tilda Banaspati"      | Kumar Sanu⁠(d)                 |
| 6 | „Jhoole Jhoole Lal”    | Arun Bakshi⁠(d), P.T. Mishra   |
| 7 | „Looshe Wai Wai”       | Poornima                      |